# Blå säckmossa
Blå säckmossa (Calypogeia azurea) är en levermossart som beskrevs av Stotler och Crotz. Blå säckmossa ingår i släktet säckmossor, och familjen Calypogeiaceae. Enligt den svenska rödlistan är arten nära hotad i Sverige. Arten förekommer i Götaland, Gotland, Svealand och Nedre Norrland. Artens livsmiljö är skogslandskap.